# هنری کینگ (کارگردان)
هنری کینگ (انگلیسی: Henry King؛ ۲۴ ژانویهٔ ۱۸۸۶ – ۲۹ ژوئن ۱۹۸۲) کارگردان اهل آمریکا بود. از آثار وی می‌توان به سیر در عرش اشاره کرد.

## افتخارات
برنده بهترین کارگردانی گلدن گلوب در سال ۱۹۴۳ - وی نخستین کارگردانی گلدن گلوب را تصاحب کرد.

## بخشی از فیلمشناسی
- روز هفتم (۱۹۲۲)
- لویدز لندن (۱۹۳۶)
- سیر در عرش (۱۹۳۷)
- در شیکاگوی قدیم (۱۹۳۷)
- گروه رگتایم الکساندر (۱۹۳۸)
- جسی جیمز (۱۹۳۹)
- مریلند (۱۹۴۰)
- آوای برنادت (۱۹۴۳)
- ویلسون (۱۹۴۴)
- پرنس روباهان (۱۹۴۹)
- دوازده ساعت پرواز (۱۹۴۹)
- بث‌شبع (۱۹۵۱)
- برف‌های کلیمانجارو (۱۹۵۲)
- عشق چیز باشکوهی است (۱۹۵۵)
- چرخ‌وفلک (۱۹۵۶)
- خورشید همچنان می‌درخشد (۱۹۵۷)
- شجاعان (۱۹۵۸)
- تفنگدار (۱۹۵۰)
- این زمین مال من است (۱۹۵۹)